# 中国军视网
中国军视网是由中国人民解放军新闻传播中心广播电视部独立运营的军事类新闻及视频网站，其网站内容主要由中央广播电视总台军事节目中心和中国人民解放军新闻传播中心广播电视部提供。